# 1975 en hockey sur glace
Cette page présente les éléments de hockey sur glace de l'année 1975, que ce soit d'un point de vue rencontres internationales ou championnats nationaux. Les grandes dates des différentes compétitions sont données ainsi que les décès de personnalités du hockey mondial.

## Amérique du Nord

### Ligue américaine de hockey
- Les Indians de Springfield remportent la 4e Coupe Calder de leur histoire.

## Autres Évènements

### Fins de carrière
- Paul Andrea.